# Hubert Lefèbvre
Hubert Jean Daniel Lefèbvre (* 29. November 1878 in Paris; † 26. September 1937 in Labaroche) war ein französischer Rugbyspieler.
Mit dem Team der Union des sociétés françaises de sports athlétiques nahm er bei den Olympischen Sommerspielen 1900 am Rugbyturnier teil. Das Team konnte sich mit einem 27:17 gegen den Fußballclub Frankfurt, der das Deutsche Reich repräsentierte, und mit 27:8 gegen die Moseley Wanderers, die für Großbritannien antraten, klar durchsetzen und die Goldmedaille gewinnen.
Er spielte außerdem bei Racing CF aus Paris und holte mit der Mannschaft 1900 und 1902 die Französische Rugby-Union-Meisterschaft.
Lefèbvre war Hauptmann in der französischen Armee und kämpfte im Ersten Weltkrieg.